# 보 버넘
보 버넘(Bo Burnham, 1990년 8월 21일 ~ )은 미국의 희극인, 싱어송라이터, 배우, 영화 감독이다. 2006년 3월에 유튜버로 경력을 시작했으며, 버넘의 영상은 2017년 12월 기준으로 2억 1,400만 번 이상 시청되었다.
버넘은 코미디 센트럴 레코드와 4년 간 레코드 계약을 체결했으며 2008년 데뷔 EP Bo Fo Sho를 발표했다. 첫 번째 정규 앨범인 Bo Burnham은 다음 해에 발매되었다. 2010년 버넘의 두 번째 정규 앨범 Words Words Words가 발매되었으며 코미디 센트럴에서 첫번째 라이브 코미디 스페셜이 방영되었다. 그의 세 번째 앨범이자 두 번째 코미디 스페셜 what.은 유튜브 채널과 넷플릭스에서 2013년에 출시되었다. 버넘은 2011년 코미디 센트럴 스탠드 업 쇼다운 투표에서 좋은 성과를 얻었다. 버넘의 세 번째 스탠드 업 코미디 스페셜인 Make Happy는 2016년 6월 3일에 넷플릭스에서만 독점 판매되었다.
버넘은 MTV 텔레비전 프로그램 《Zach Stone Is Gonna Be Famous》의 프로듀서 및 출연자로 활동하고 있으며, 2013년 시집 Egghead: Or, You Can't Survive on Ideas Alone도 발매하였다.

## 작품 목록

### 감독
- 에이스 그레이드 (2018)